# مجتمع مسکونی خزر شهر
مجتمع مسکونی خزر شهر یک  مجتمع شهرکی در ایران است که در استان مازندران واقع شده‌است. مجتمع مسکونی خزر شهر ۱۱۵ نفر جمعیت دارد.